# Sutorina

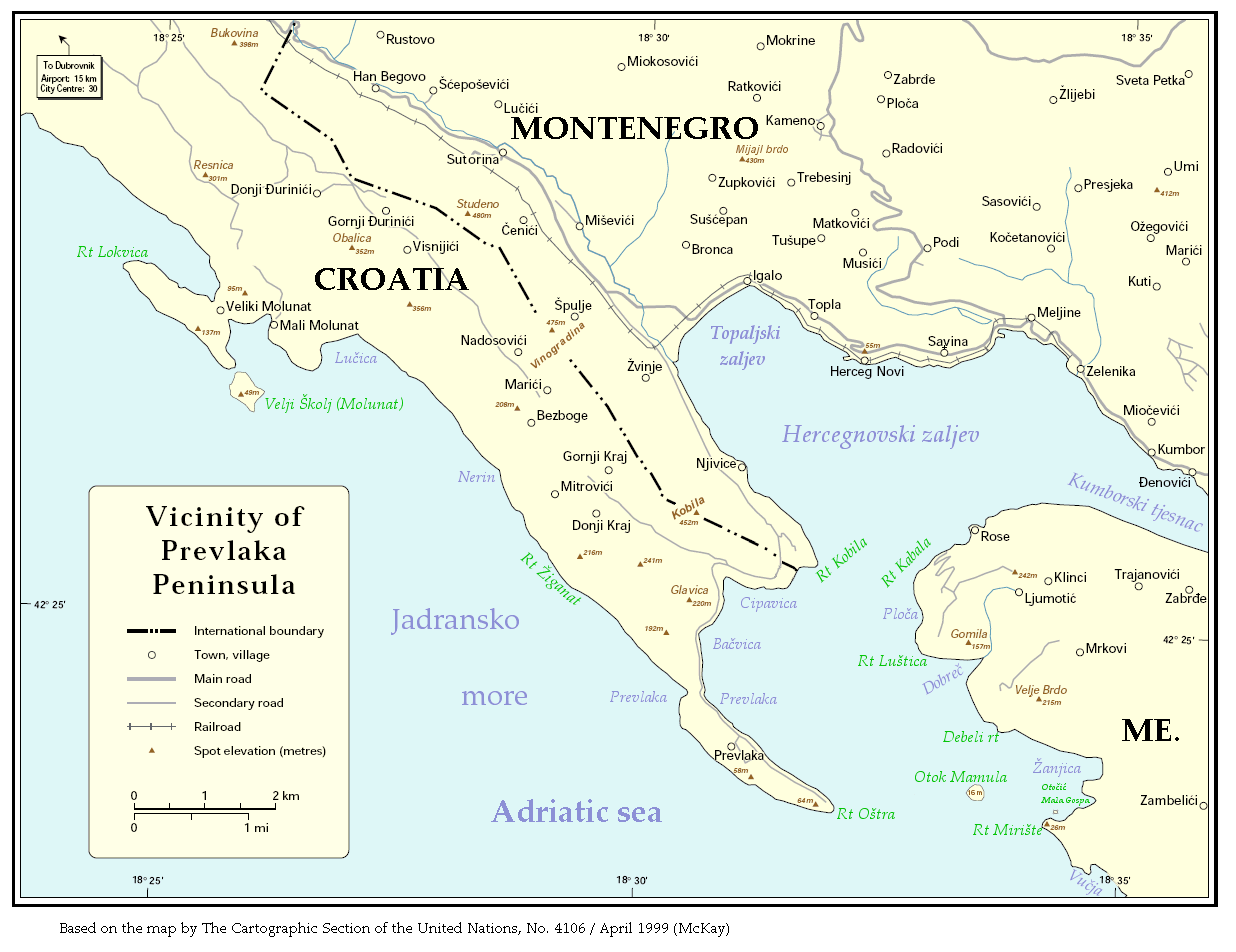
Localização de Sutorina.

Sutorina (em montenegrino: Суторина; antigamente Sant'Irene) é uma aldeia e um troço do vale de um rio situado no município de Herceg Novi, no sudoeste do Montenegro, com uma área total de 83,7 km². A aldeia, com cerca de 670 habitantes, está situada perto da fronteira com a Croácia, a cerca de três quilómetros a noroeste do Mar Adriático, em Igalo. Após a dissolução da Jugoslávia, o território de Sutorina foi objecto de uma disputa territorial entre a Bósnia e Herzegovina e o Montenegro, que apenas foi resolvida pela assinatura em 2015, em Viena, de um tratado de ratificação de fronteiras entre os dois estados.

## Descrição
A região circundante, incluindo um pequeno troço da costa do Adriático, recebeu o nome do pequeno vale do rio Sutorina a oeste de Herceg Novi. O troço de costa mede cerca de 5 milhas náuticas (9,3 km) na entrada oeste de Vitaljina das Boka Kotorska  (Bocas de Cattaro) desde o Cabo Kobila a Igalo, conhecido como Costa de Sutorina. O território inclui também o vale de Sutorina, com seis povoados: Igalo, Sutorina, Sušćepan, Prijevor, Ratiševina e Kruševice, totalizandu uma área de 83,7 km² segundo dados da Associação de Geógrafos da Bósnia e Herzegovina.
O Cabo Kobila, ou Cabo Konfin (nome que vem de confins, fronteira), foi, desde 1699, a fronteira entre Sutorina e Prevlaka (Konavle) quando esta última localidade pertencia à República de Ragusa.
De acordo com os censos de 2011, a população de Sutorina era de 670 habitantes.
| Etnia                         | Número | Percentagem |
| ----------------------------- | ------ | ----------- |
| Sérvios                       | 378    | 56.4%       |
| Montenegrinos                 | 160    | 23.9%       |
| Romani                        | 14     | 2.1%        |
| Ashkali e egípcios dos Balcãs | 7      | 0.4%        |
| Croatas                       | 6      | 0.9%        |
| other/undeclared              | 105    | 15.7%       |
| Total                         | 670    | 100%        |

## História

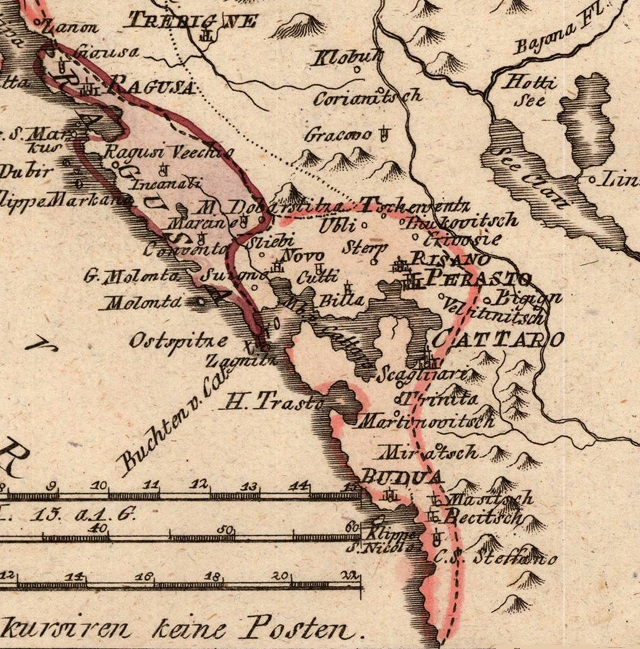
Fronteira sul da República de Ragusa e do território das Bocas de Cattaro em 1789.

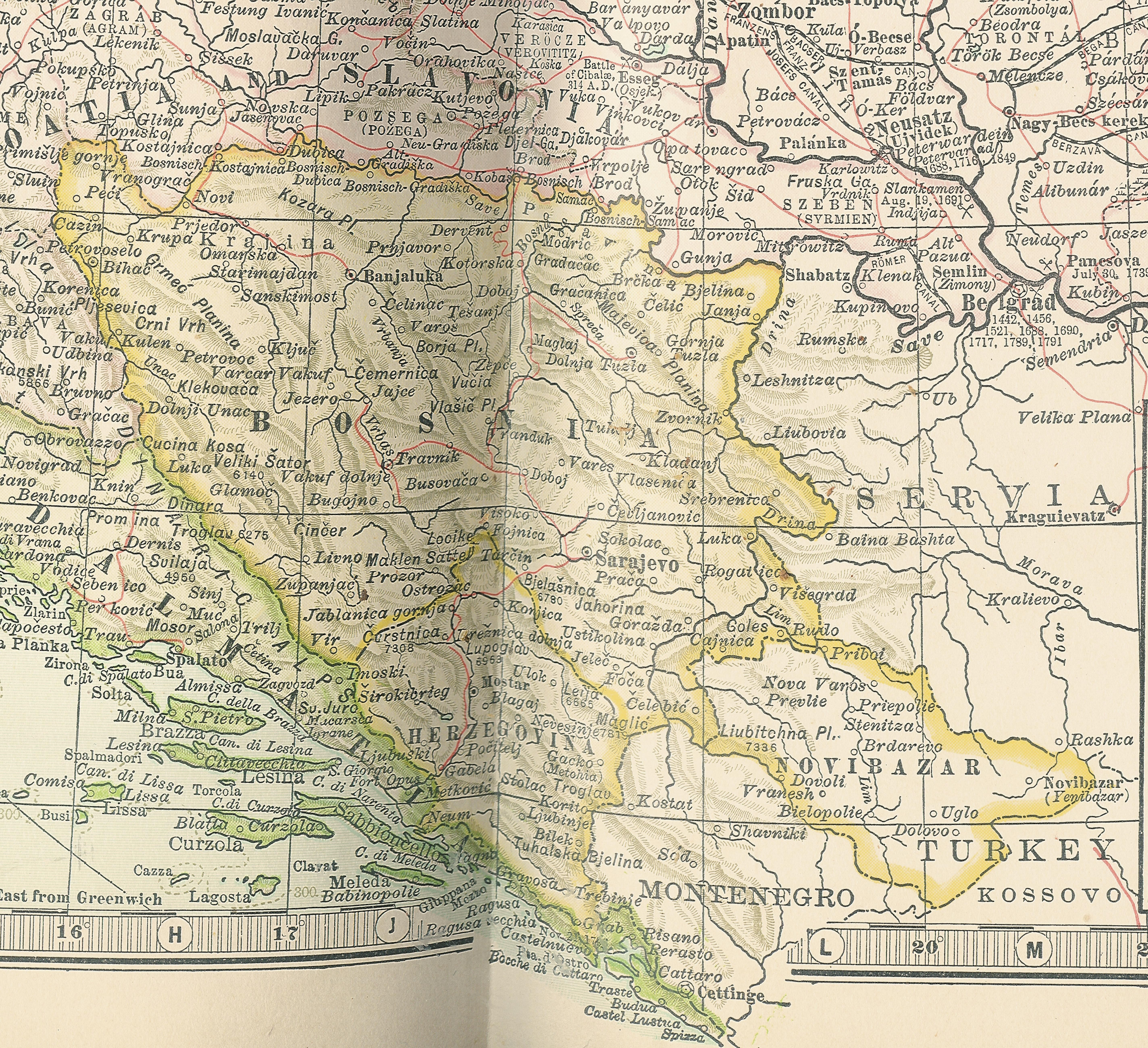
O território legal da Bósnia e Herzegovina, especificado pelo Congresso de Berlim. O mapa inclui Sutorina nesse território.

Anteriormente parte da República de Ragusa, esta área, como Neum, foi entregue ao Império Otomano, ou seja, ao vilaiete da Bósnia, pelo Acordo de Karlovac de 1699, garantindo que o território da República de Ragusa deixasse de estar em contato direto com território da República de Veneza. Tal situação foi também reconhecida pelo Congresso de Berlim em 1878, quando esta área se tornou parte do condomínio da Bósnia e Herzegovina sob suserania da Áustria-Hungria. Após a criação do Reino dos Sérvios, Croatas e Eslovenos, a área de Sutorina passou a fazer parte do Oblast de Mostar. Pela Constituição de Vidovdan a área de Sutorina pertencia ao Banovina de Zeta dentro do Distrito de Trebinje.
No entanto, a Assembleia Nacional do Reino da Jugoslávia, a 1 de abril de 1936, aprovou uma lei sobre a estrutura fiscal e administrativa do território jugoslavo, autorizando o Ministro das Finanças, com a aprovação do Conselho de Ministros, a produzir um regulamento com força legal sobre a área, limites e capital dos distritos. O regulamento foi publicado a 25 de setembro de 1936, e por esse diploma a área de Sutorina e Kruševica foi separada do distrito de Trebinje e anexada ao distrito de Boka Kotorska.
Já durante a Segunda Guerra Mundial, Mile Peruničić, então Secretário da Presidência do Conselho Antifascista de Libertação Popular da Jugoslávia (o AVNOJ), na sessão daquele conselho realizada a 24 de fevereiro 1945 expressou sua posição sobre a demarcação interna da Jugoslávia. Entre outras propostas, apresentou a posição de que a República Socialista da Bósnia e Herzegovina deveria ser mantida dentro dos limites estabelecidos pelo Tratado de Berlim de 1878, e que a República Socialista do Montenegro permaneceria dentro dos limites existentes antes da Guerra dos Balcãs, integrando no seu território Berane e Distrito de Kotor, Plav e Gusinje. As fronteiras foram definidas de forma bastante vaga e, além disso, tratava-se apenas de uma posição declarada, e não de um ato jurídico que de forma definitiva regulasse as fronteiras da república. Este caracter não definitivo da declaração fica claro no exemplo da demarcação entre a República Socialista da Croácia e República Socialista da Sérvia, que apenas em junho de 1945 foi proposta a criação de uma comissão com a tarefa de propor a fronteira entre a Croácia e a Voivodina.
O Ministério da Assembleia Constituinte enviou a 20 de agosto de 1945 uma circular às unidades federais informando que até à adoção da nova constituição era necessária estabelecer a divisão político-administrativa do país e, nesse sentido, solicitava informação sobre regiões, distritos, cidades e municipalidades, com explicação se a divisão era definitiva ou se estavam previstas novas soluções. A circular afirmava que existiam questões territoriais não resolvidas entre as repúblicas constituintes da federação e, a este respeito, era requerido às unidades federais enviar os seus pareceres fundamentados e propostas o mais rapidamente possível. A circular mostrava claramente que as unidades federais tinham a possibilidade de se opor às demarcações territoriais anteriormene propostas.
Apenas nove dias depois, a 29 de agosto de 1945, o Governo Popular da Bósnia e Herzegovina aprovou o decreto que determinava a área dos comités populares e estabelecia a sede dos comités populares locais, no qual foi omitida a área de Sutorina e Kruševica. O Governo Popular do Montenegro, quatro dias depois, a 2 de setembro de 1945, aprovava a decisão sobre a divisão administrativa do território daquela república na qual declarava que Sutorina e Kruševica estavam integradas na região montenegrina de Herceg-Novi.
Esta integração de Sutorina na República de Montenegro, alegadamente, ocorreu em resultado de um acordo de troca de território mediado entre políticos comunistas locais, Avdo Humo e Đuro Pucar representando a República Popular da Bósnia e Herzegovina de um lado e Blažo Jovanović representando a República Popular do Montenegro do outro. O acordo terá sido feito com a permissão de Josip Broz Tito e Vladimir Bakarić. Neste entendimento, a Bósnia e Herzegovina cedeu o território perto de Sutorina, Igalo e Njivice e recebeu em troca o território a leste do rio Sutjeska, incluindo as aldeias de Kruševo e Vučevo situadas nos montes Maglić. Milovan Đilas, na qualidade de presidente da Comissão para as Fronteiras da Assembleia Constituinte, defendeu que Sutorina deveria pertencer à República Popular do Montenegro. Presume-se que tinha o apoio de Tito.
A Constituição da República Socialista Federativa da Jugoslávia foi adotada a 31 de janeiro de 1946, quando aparentemente estava claro que as questões das fronteiras das unidades federais haviam sido resolvidas (conforme solicitado pelo Ministério da Assembleia Constituinte em agosto de 1945). Na Constituição, no que respeita à demarcação das unidades federativas, as repúblicas, estava determinado no seu artigo 12.º que a delimitação do território das repúblicas populares é feita pela Assembleia Nacional da República Socialista Federativa da Jugoslávia e que as fronteiras das repúblicas populares não podem ser alteradas sem o seu consentimento.
Como a Constituição da República Socialista Federativa da Jugoslávia foi adotada após a determinação das fronteiras, não poderia funcionar retroativamente. Ficava assim claro que a demarcação da Bósnia e Herzegovina e do Montenegro já estava resolvida em setembro de 1945. O Governo da Bósnia e Herzegovina Federal nunca teve autoridade real sobre a área de Sutorina e Kruševica, e com o referido decreto de demarcação das suas unidades administrativas reconheceu legalmente tal situação, enquanto o Governo do Montenegro Federal tinha autoridade real sobre essa área e reconheceu-a legalmente como parte do Montenegro pela decisão sobre a divisão administrativa do seu território.
Após o colapso da República Socialista Federativa da Jugoslávia, no início da década de 1990, as antigas fronteiras das repúblicas constituintes foram em 1992 declaradas fronteiras estatais, de acordo com as conclusões da chamada Comissão Badinter, criada sob a presidência do juiz constitucional francês Robert Badinter, por sugestão da então Comunidade Europeia. Com essa decisão, as demarcações anteriores adquiriram o estatuto de fronteiras protegidas por acordo internacional.

### A disputa de Sutorina
Com o território que lhe ficou consignado na sequência da Dissolução da Jugoslávia e da Guerra da Bósnia, o estado independente da Bósnia e Herzegovina ficou apenas com um estrito acesso ao mar em Neum, que ainda assim não dá acesso direto ao alto-mar pois a baía de Neum desemboca nas águas territoriais da Croácia. Esta situação de dependência em relação à Croácia no acesso ao mar agudizou-se quando este último Estado, para evitar o atravessamento do território bósnio na sua liagação a semi-exclave de Dubrovnik, resolveu construir a ponte de Pelješac, obrigando a que todo o tráfego marítimo destinado a Neum passe sobre a referida ponte. Nessas circunstâncias, um acesso direto ao mar através das Bocas de Cattaro ganhou grande importância para os bósnios, já que atualmente, a Bósnia e Herzegovina só tem acesso às águas internacionais a partir da baía de Neum através das águas interiores croatas.
Desde meados da década de 2000, vários políticos da Bósnia-Herzegovina, como Željko Komšić e Haris Silajdžić, têm apelado esporadicamente ao regresso de Sutorina às fronteiras da Bósnia-Herzegovina. Em 2008, obBispo Grigorije da Eparquia de Zahumlje e Herzegovina solicitou formalmente que as autoridades da Bósnia-Herzegovina solicitassem arbitragem internacional em relação à soberania da linha costeira perto de Igalo.
O Partido Popular Sérvio (do Montenegro) divulgou uma declaração em que afirmava que se o Montenegro cedesse Prevlaka à Croácia, deveria também ceder Sutorina à Bósnia e Herzegovina. Em 2009, o presidente da câmara de Trebinje, Božidar Vučurević, afirmou que Sutorina fazia parte da Bósnia-Herzegovina.
Em 2014, o presidente da organização não governamental AntiDayton, Nihad Aličković, emitiu várias tomadas de posição sobre a disputa de Sutorina e reivindicou-a diretamente como parte da Bósnia-Herzegovina. Centenas de organizações não governamentais levantaram a questão de Sutorina a nível nacional. O principal objetivo era que Sutorina voltasse a fazer parte do território da Bósnia e Herzegovina, tal como fora especificado no Congresso de Berlim em 1878.
Em 24 de dezembro de 2014, o ministro Denis Bećirović apresentou na Assembleia Parlamentar da Bósnia-Herzegovina uma proposta de resolução sobre a Sutorina, uma vez que a sessão de 15 de janeiro tinha uma proposta de lei que previa a cedência da Sutorina ao Montenegro. A resolução tinha por objetivo pôr termo a esse processo e remeter tudo para as negociações ou para o tribunal internacional. Pouco depois, o chefe da organização AntiDayton Nihad Aličković fundou uma nova organização chamada Iniciativa Sutorina, com o objetivo de recuperar o território de Sutorina. Afirmava que a única forma de pôr termo ao litígio era levar o caso ao Tribunal Internacional de Justiça, em Haia. Os nacionalistas bósnios pretendiam garantir à Bósnia este acesso suplementar ao Adriático.
Em 23 de janeiro de 2015, o presidente do Montenegro Filip Vujanović retirou o embaixador montenegrino da Bósnia-Herzegovina, dizendo que era inaceitável que a Bósnia-Herzegovina tivesse tais reivindicações. Os políticos bósnios afirmaram que a medida confirmava a incapacidade montenegrina de provar que tinha quaisquer direitos sobre esse território.
Em 24 de fevereiro de 2015, realizou-se um debate na Assembleia Parlamentar da Bósnia e Herzegovina em que políticos, académicos, generais e outros cidadãos de alto nível opinaram que Sutorina teria de ser devolvida à Bósnia e Herzegovina, tal como especificado por numerosos factos a favor das suas exigências.
Em 25 de fevereiro, o representante Mike Turner, membro do Congresso dos Estados Unidos, enviou uma carta de advertência a Bakir Izetbegović,  membro bosníaco da Presidência da Bósnia-Herzegovina, afirmando que se a Bósnia não resolvesse o diferendo de Sutorina, os Estados Unidos poderiam suspender a ajuda à Bósnia.
A 10 de março de 2015, o Conselho de Intelectuais Bósnios realizou uma reunião em Sarajevo sobre a questão de Sutorina. Omer Ibrahimagić, antigo presidente da Federação da Bósnia-Herzegovina, declarou: Esta é a primeira vez que a Bósnia e Herzegovina está a decidir sobre as suas fronteiras nos últimos 552 anos. Além disso, afirmou que a Bósnia e Herzegovina entrou na Jugoslávia com Sutorina nas suas fronteiras e que deveria ter saído com ela. Sobre a possibilidade de processar o Montenegro perante o Tribunal Internacional, afirmou A Croácia, a Eslovénia e a Sérvia vão comparecer perante o Tribunal Internacional de Justiça por causa dos seus litígios fronteiriços, por que razão deveria a Bósnia desistir de Sutorina?
Contudo, a 26 de agosto de 2015, com a presença do Presidente do Montenegro, Filip Vujanovic, e do Presidente da Presidência da Bósnia-Herzegovina, Dragan Covic, foi assinado em Viena, os governos da Bósnia e Herzegovina e do Montenegro assinaram em Viena um acordo fronteiriço que reconheceu ao Montenegro a soberania sobre Sutorina. O novo acordo tornou-se necessário depois de a afiliação da aldeia de Sutorina ao Montenegro ter sido posta em causa na Bósnia.
O Parlamento do Montenegro ratificou o acordo de Viena em 28 de dezembro de 2015 e a Presidência da Bósnia e Herzegovina ratificou-o em 12 de janeiro de 2016. O acordo entrou em vigor em 20 de abril 2016. Com este acordo ficou encerrada a disputa sobre Sutorina, ficando este território integrado no Montenegro.

## Desporto
O clube de futebol local é o FK Obilić Herceg Novi, que joga na terceiro escalão do país. O FK Boka Metal Sutorina, que costumava jogar na mesma liga, atualmente só joga no futebol juvenil.